# Могеры
Моге́ры (лат. Mogera) — род млекопитающих семейства кротовых.
Длина тела до 9—25 см, весят до 290—300 г. Внешне похожи на кротов, а также близки к ним с точки зрения систематики. Отличаются от них буровато-коричневой окраской, отсутствием клыка в нижней челюсти и строением тазовых костей и слухового аппарата . Глаза снаружи не видны — затянуты кожистой перепонкой.
Зубов 42. Зубная формула {\displaystyle I{3 \over 3}C{1 \over 0}P{4 \over 4}M{3 \over 3}}.

## Систематика
База данных  Американского общества маммологов (ASM Mammal Diversity Database, v. 1.10) признаёт 10 видов могер:
- Этигская могера (Mogera etigo) — остров Хонсю (центральная часть).
- Mogera hainana — остров Хайнань.
- Малая японская могера (Mogera imaizumii), или Mogera minor — остров Хонсю (северная часть).
- Островной крот (Mogera insularis) — остров Тайвань.
- Mogera kanoana — остров Тайвань.
- Крот Кобе (Mogera kobeae) — острова Хонсю, Кюсю, Сикоку.
- Большая могера (Mogera robusta), или уссурийская могера — юг Приморья, северо-восток Китая, Корея.
- Садоская могера (Mogera tokudae) — остров Садо.
- Японская могера (Mogera wogura) — все крупные японские острова, кроме Хоккайдо, Северная Корея, юг Приморья.
- Mogera uchidai — остров Уоцуризима (яп. 魚釣島, うおつりじま, Уоцуризима).

На территории России обитают два вида могер — уссурийская могера и японская могера.